# Fiorenzo Bava Beccaris
Fiorenzo Bava Beccaris (17 de marzo de 1831 - 8 de abril de 1924) fue un general italiano, especialmente recordado por su dura represión de los disturbios de Milán en 1898, la llamada masacre Bava Beccaris.

## Biografía
Fiorenzo Bava Beccaris nace en Fossano, y toma parte en la Guerra de Crimea y la Guerra de la Independencia Italiana. 
En mayo de 1898 estallan graves disturbios en Milán, en virtud de los cuales el primer ministro Antonio di Rudinì declara el estado de sitio. El General Bava Beccaris, comisario extraordinario de la ciudad, da orden a sus soldados de disparar con cañones y mosquetes sobre una multitud desarmada que había levantado barricadas durante una huelga, causando la muerte de más de 200 personas. Por esta actuación, recibe la Gran Cruz de la Orden de Saboya por parte del rey Humberto I en junio del año 1898. Poco después, se le nombra senador del Reino de Italia.
En 1914, apoya calurosamente el partido intervencionista, que desea la participación de Italia en la Primera Guerra Mundial (algo que se concretó el 25 de mayo de 1915). En 1922 recomienda al Rey Víctor Manuel III llamar a Benito Mussolini y su Partido Nacional Fascista a formar gobierno. 
Bava Beccaris se retira en 1902 y muere en Roma en 1924. 